# Mehdi Frashëri
Mehdi Frashëri, född den 28 februari 1872 i Përmet i Osmanska Albanien, död den 25 maj 1963 i Rom i Italien, var en albansk politiker.